# Blefariceromorfs
Els blefariceromorfs (Blephariceromorpha) són un infraordre de dípters nematòcers que inclou tres famílies.

## Famílies
Hi ha tres famílies de blefariceromorfs:
- Família Blephariceridae
- Família Deuterophlebiidae
- Família Nymphomyiidae